# Giovanni Migliorati (Bischof)
Giovanni Migliorati MCCJ (* 24. August 1942 in Pavone del Mella, Italien; † 12. Mai 2016) war ein italienischer Bischof und Apostolischer Vikar von Awasa, Äthiopien.

## Leben
Nach dem Besuch der Grund- und Mittelschule trat Giovanni Migliorati 1965 als Novize bei den Comboni-Missionaren in England ein. Er legte am 9. September 1968 sein Ordensgelübde ab und studierte dann Philosophie und Theologie in Crema und Venegono Superiore. Zum Ordenspriester seiner Ordensgemeinschaft wurde er am 12. April 1969 in Bassano Bresciano durch Luigi Morstabilini geweiht. Hiernach begann er in Addis Abeba ein Sprachstudium und erlernte von 1969 bis 1971 die Amharische Sprache. Von 1971 bis 1973 war er Pfarrvikar und wurde 1974 zum Leiter des Katechesezentrums in Dongora (Apostolisches Vikariat Awasa) ernannt. Zwischen 1979 und 1994 versah er die Aufgaben eines Novizenmeisters, des Beauftragten für die Berufungspastoral und Generalvikar seines Ordens. In Polen leitete er von 1994 bis 2001 in Warschau die Ausbildung von Comboni-Missionaren. Im Jahre 2001 übernahm er das Amt des Regens des Großen Seminars und wurde Generalsekretär im Vikariat Awasa. Dort arbeitete er bis 2007 und unterrichtete auch am Philosophischen und Theologischen Institut unter der Leitung der Kapuzinerväter, das jedoch der Urbaniana-Universität von Rom angeschlossen ist. Im Januar 2003 eröffneten die Schwestern von Mutter Teresa, Missionarinnen der Nächstenliebe, neben dem Seminar ein Waisenhaus für HIV-positive Kinder, dessen Kaplan und geistlicher Leiter Giovanni Migliorati wurde.
Am 21. März 2009 ernannte ihn Papst Benedikt XVI. zum Titularbischof von Ambia und zum Apostolischen Vikar von Awasa. Am 31. Mai 2009 spendete ihm der Erzbischof von Addis Abeba, Berhaneyesus Demerew Souraphiel CM, die Bischofsweihe, Mitkonsekratoren waren der Apostolische Vikar von Kuwait, Camillo Ballin MCCJ, und der emeritierte Apostolische Vikar von Awasa, Lorenzo Ceresoli MCCJ.

## Schriften
- Il culto di Maria in Etiopia, 1999 Quelle: Warszawskie Studia Teologiczne (italienisch)